# یواس‌اس آپشور (دی‌دی-۱۴۴)
یواس‌اس آپشور (دی‌دی-۱۴۴) (به انگلیسی: USS Upshur (DD-144)) یک کشتی بود که طول آن ۳۱۴ فوت ۴ ۱⁄۲ اینچ (۹۵٫۸۲۲ متر) بود. این کشتی در سال ۱۹۱۸ ساخته شد.